# 3525 Paul
3525 Paul eller 1983 CX2 är en asteroid i huvudbältet som upptäcktes den 15 februari 1983 av den amerikanske astronomen Norman G. Thomas vid Anderson Mesa Station. Den har fått sitt namn efter upptäckarens svärson Paul J. Baltutis.
Asteroiden har en diameter på ungefär 18 kilometer.